# K1卡賓槍
K1卡賓槍是一款由大韓民國大宇精密工業研發的卡賓槍，被大韓民國國軍定位為制式衝鋒槍，發射5.56×45毫米NATO口徑步槍子弹。

## 設計
K1卡賓槍採用和M16突擊步槍相同氣動系統，亦使用北約制式的5.56×45毫米STANAG彈匣，可選擇全自動或半自動（單發）射擊模式。K1卡賓槍被大韓民國國軍定位為制式衝鋒槍，以用作替換.45 ACP的M3衝鋒槍。
K1卡賓槍原是K2突擊步槍的卡賓槍改進型，但已分離成為制式卡賓槍，因為K1與K2相比有明顯分別：
- K1比K2更早開發。
- K1採用與M16相同的直接導氣系統，而K2採用AK步槍的長行程活塞原理系統。
- K2膛线缠距7.3寸發射近代SS109 5.56毫米步槍彈，而K1的膛线缠距12寸則適合發射早期M193 5.56毫米步槍彈。

## 衍生型
- K1A卡賓槍 - K1的更新改進版本，現已取代所有K1卡賓槍。
- K1A衝鋒槍（K1A SMG） - 口俓相同，但尺寸更加短小，上機匣加上战术導軌，可安裝各种光学瞄準鏡。
- K7衝鋒槍（K7 SMG） - 以K1衝鋒槍改裝的9毫米子彈衝鋒槍。
- K1A1、MAX 1、AR-110C - 半自動民用型

## 使用國
- - 孟加拉海軍特殊戰潛水和打撈部隊（英语：Special Warfare Diving and Salvage）
- 巴西
- 柬埔寨
  - 柬埔寨王家陸軍特種部隊司令部
- 智利
- 斐济
- 印度尼西亞
  - 印尼海軍特種部隊
- 黎巴嫩
- 奈及利亞
- 菲律賓
- 塞内加尔
- - 大韓民國國軍
  - 大韓民國警察廳警察特攻隊

## 圖片

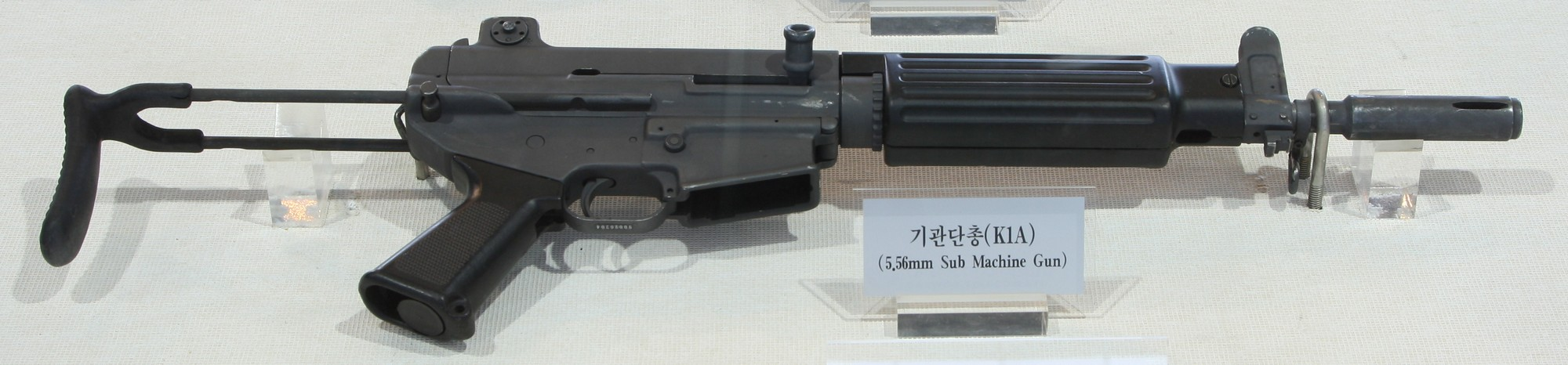
取代K1的K1A
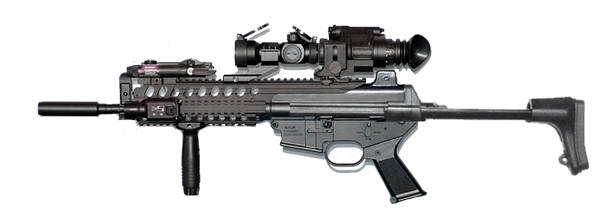
進型現代化改進後的K1A
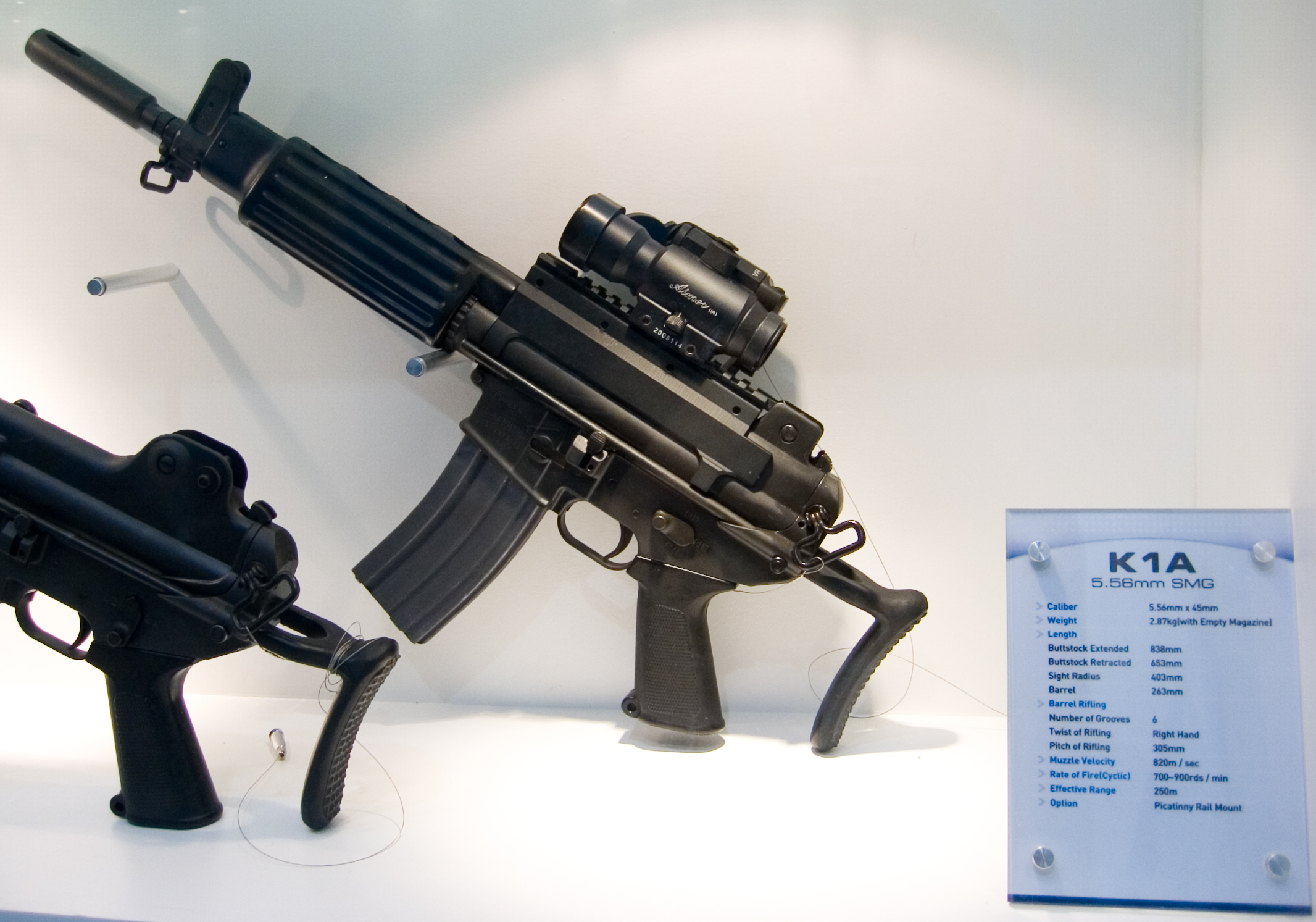
2006年亞洲防衛展（Defense Asia 2006）的K1A衝鋒槍
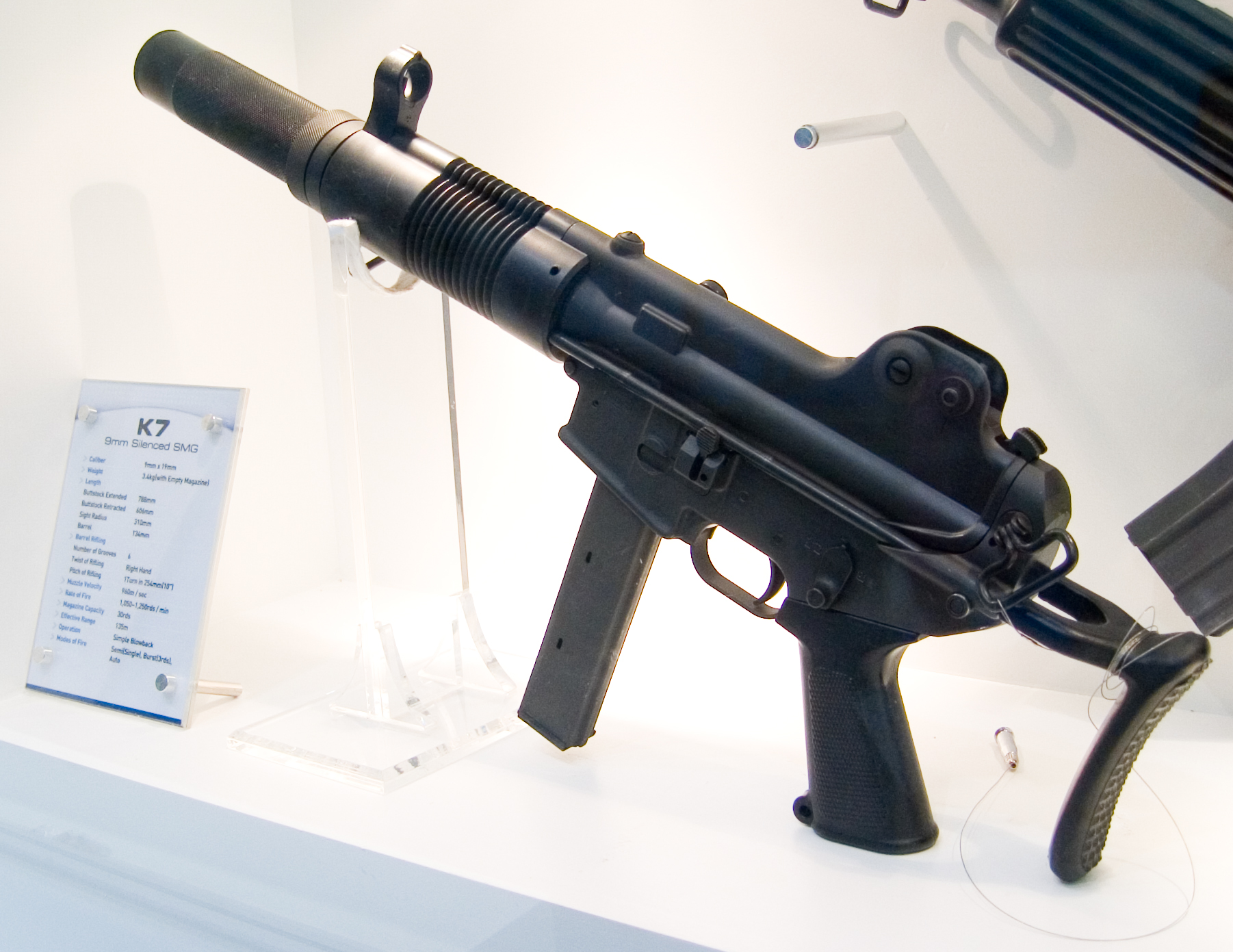
以K1改裝而成的9毫米口徑K7衝鋒槍
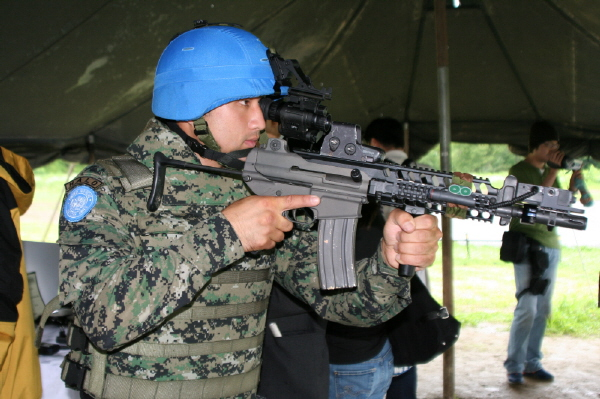
使用K1的士兵
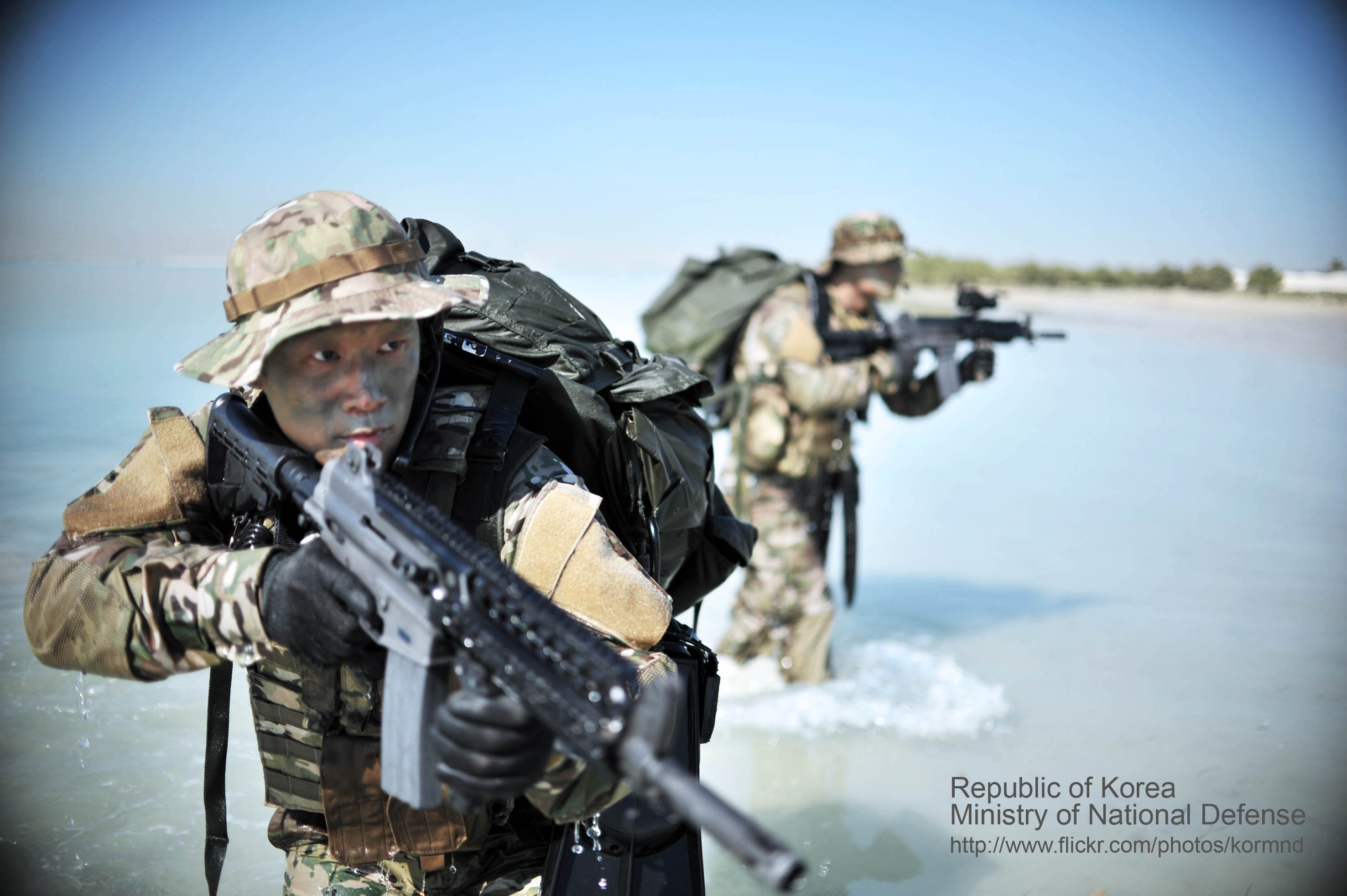
使用K1A的UDT/SEAL隊員

## 流行文化

### 電子遊戲
- 2004年—《突击风暴》：为point点枪械，命名為「K1」並歸類為衝鋒槍。
- 2007年—《Online》：型號為K1A，命名為「K1A」，為隨遊戲登場武器，歸類為衝鋒槍，反恐部隊專用武器。奇怪地在第一人稱視角中的武器模組採用鏡像佈局（右手持槍時拉機柄和拋殼口在左邊）及沒有無彈後定。另外，此槍亦有印有龍紋圖案的改型及使用並聯彈匣供彈並裝上前握把的“K1A Maverick”。
- 2008年—《戰地之王》：型號為K1A1 Rail，歸類為衝鋒槍，在商城以歐元作為販賣，可以改裝。
- 2012年—《战争前线》：命名为“大宇K1”，使用30发弹匣供弹，为工兵专用武器，普通解锁，可以改装枪口配件（通用消音器、冲锋枪消音器、冲锋枪制退器）以及瞄准镜（EOTECH 553全息瞄准镜、绿点全息瞄准镜、红点瞄准镜、冲锋枪普通瞄准镜、冲锋枪高级瞄准镜），不可改装战术导轨。拥有皇冠币专属涂装、中国新年涂装、韩国国旗涂装以及巴西世界杯专属涂装四个改装版本，强化威力和载弹，均可以改装枪口配件（通用消音器、冲锋枪消音器、冲锋枪制退器、冲锋枪刺刀）以及瞄准镜（EOTECH 553全息瞄准镜、绿点全息瞄准镜、红点瞄准镜、冲锋枪普通瞄准镜、冲锋枪高级瞄准镜、冲锋枪专家瞄准镜），不可改装战术导轨。
  - 皇冠版本为皇冠币购买，中国新年版本与巴西世界杯版本为活动专属武器，韩国版本为韩国服务器独占武器。
    - 由于韩国服务器宣布停服，因此韩国版本也正式宣布绝版。

  - 由于此枪性能并不出众，后座力较大而枪口为左右无规律跳动，且所有版本均无法改装战术导轨配件，因此此枪在玩家群中恶评如潮，成为一把极端冷门枪械。
- 2013年—《絕對武力Online 2》：型號為K1A，命名為“Daewoo K1A”。
- 2017年—：型號為K1A，由707特别任務營幹員所使用。

## 外部連結
- （英文）—blog.naver.com-K1 至 K7 圖片（页面存档备份，存于）